# 烏克蘭電網
烏克蘭國家能源私營股份公司 (烏克蘭語：ПрАТ «Національна енергетична компанія "Укренерго"»）是乌克兰的电力传输系统运营商，也是该国高压输电线路的唯一运营商。它由乌克兰政府能源部全資拥有。

## 歷史
在1950年代，苏联领土內的電力系統并入了统一电力系统的同步電網，至今基本上由俄罗斯控制。唯一的例外是布尔什滕煤電廠，该廠早在2003年已改為连接到欧洲大陸電網。
乌克兰持续了这种安排直至2014 年，並在俄罗斯吞并克里米亚后与欧洲联盟（歐盟）签署了联合协议。 2017年6月28日，歐盟與烏克蘭签署了一项使整个乌克兰电网与欧洲电网同步的协议。该协议概述將在2023年完成這計劃。但在俄罗斯入侵乌克兰前夕，俄軍的军事集结使烏克蘭更擔心電力供應受影響，所以決定加快進度。 2022年2月28日，入侵後第五天，乌克兰与俄罗斯电网断开连接，预计这将是对自治稳定性的简短测试。乌克兰之所以能够继续这种不太稳定的配置，是因为随着平民逃离戰爭，电力需求减少了约三分之一。
乌克兰和摩尔多瓦于2022年3月16日開始与欧洲大陸電網连接 。
在安装静态同步补偿器之前，乌克兰還未能把电力出售给欧洲大陸電網的其他部分。乌克兰允许进口电力，但这样的输电能力有限，远远低于为整个国家供电所需的能量。